# زاناکس (ترانه)
«زاناکس» (انگلیسی: Xanny) ترانه‌ای از خواننده و ترانه‌پرداز آمریکایی، بیلی آیلیش است. این ترانه نخستین تک‌آهنگ تبلیغاتی از نخستین آلبوم استودیویی او به نام وقتی همه می‌خوابیم، کجا می‌ریم؟ (۲۰۱۹) است. متن ترانه را بیلی آیلیش و برادرش فینیس اوکانل نوشتند و تهیه‌کنندگی ترانه را برادرش انجام داده است.

## گواهی‌نامه‌ها
| منطقه                                   | گواهی     | واحد گواهی‌شده/فروش |
| --------------------------------------- | --------- | ------------------ |
| استرالیا (آی‌اف‌پی‌آی استرالیا)            | پلاتین    | ۷۰٬۰۰۰             |
| اتریش (فونوگرافی اتریش)                 | طلا       | ۱۵٬۰۰۰             |
| برزیل (پرو موزیکا برزیل)                | ۳× پلاتین | ۱۲۰٬۰۰۰            |
| کانادا (میوزیک کانادا)                  | طلا       | ۴۰٬۰۰۰             |
| لهستان (زدپی‌ای‌وی)                       | طلا       | ۱۰٬۰۰۰             |
| پرتغال (انجمن صنفی گرامافون)            | طلا       | ۵٬۰۰۰              |
| بریتانیا (بی‌پی‌آی)                       | طلا       | ۴۰۰٬۰۰۰            |
| ایالات متحده (آرآی‌ای‌ای)                 | پلاتین    | ۱٬۰۰۰٬۰۰۰          |
| رقم فروش+پخش جاری تنها بر پایهٔ گواهی‌ها. |           |                    |